# Kyrksjön, Grödinge

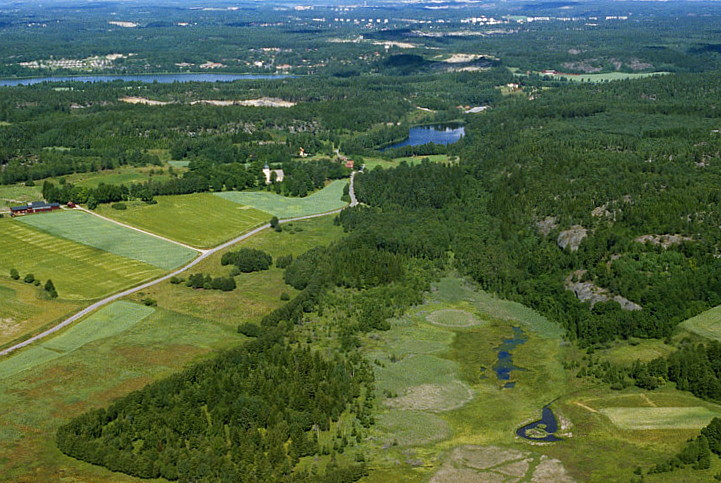
Kyrksjön längst fram till höger 1991.

Kyrksjön (ibland kallad "före detta" Kyrksjön) är en sjö i Grödinge socken, Botkyrka kommun, Stockholms län. Kyrksjön, som var nästan helt försvunnen är sedan 2010 föremål för ett omfattande restaureringsarbete.

## Beskrivning

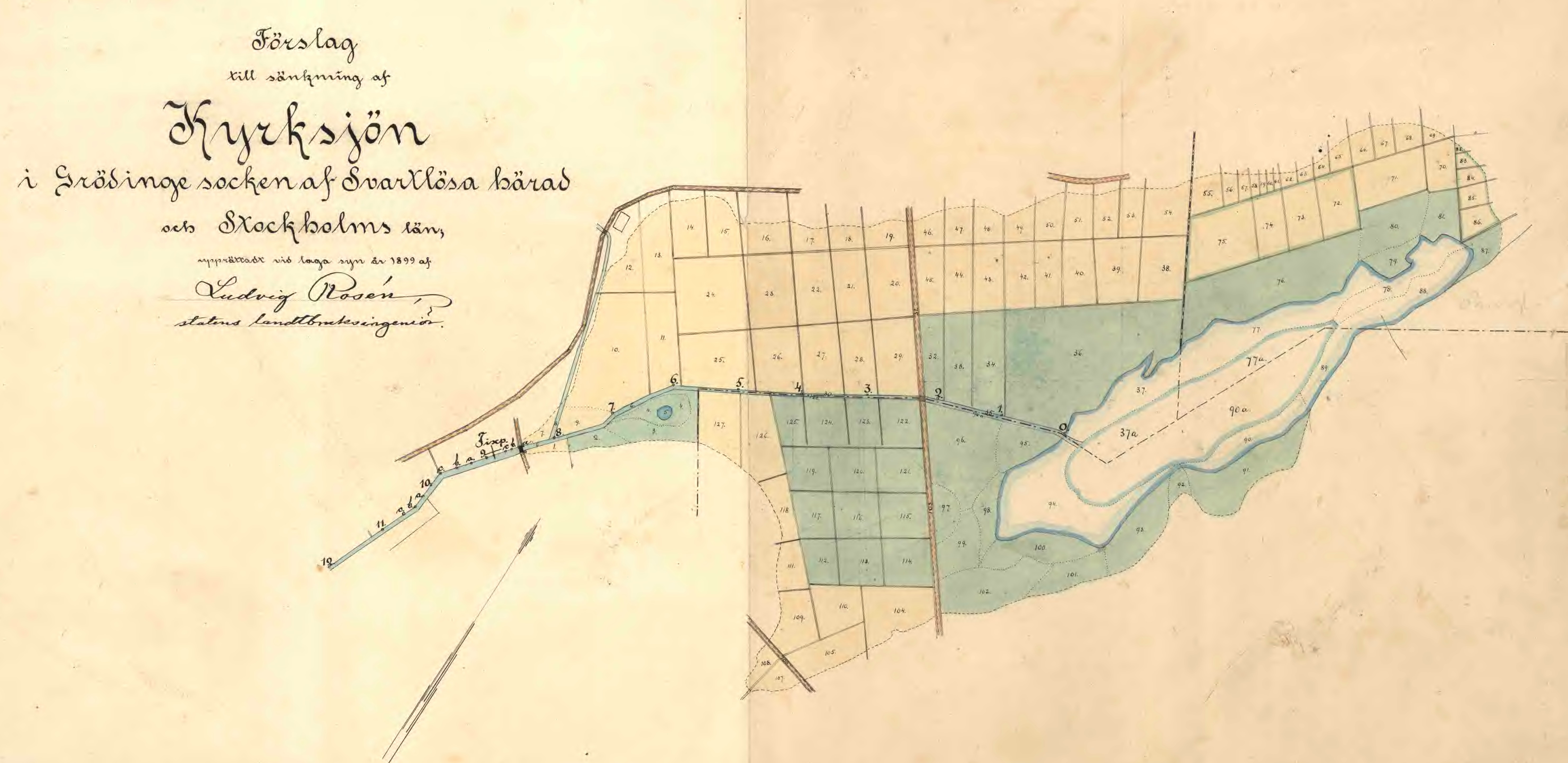
Förslag till sänkning av Kyrksjön, 1899.

Sjön har sitt namn efter den där belägna Grödinge kyrka. Tillsammans med insjöarna Somran, Malmsjön, Getryggen och Kvarnsjön är Kyrksjön den sista rest av en tidigare Östersjövik som genom landhöjningen försvann. Kvar är nuvarande Kaggfjärden och Himmerfjärden. Området från kyrkan och söderut kallas Snäckvikens dalgång. Snäckviken är Kaggfjärdens innertsta del.
Väster om Kyrksjön ligger den anrika gården Marieberg och öster därom Karshamra. Gränsen mellan båda egendomar gick mitt i Kyrksjön. 1899 beslöts att sänka sjön med sex fot (motsvarande 1,8 meter). Tanken var att 15 tunnland kunde bli odlingsbar mark. Men sänkningen var inte helt lyckad och marken försumpade istället. Under 1900-talet övergavs den dåliga åkermarken. Sjön växte allt mer igen tills bara vass med lite öppet vatten i mitten återstod. På ett fotografi från 1991 syns en liten rest efter sjön.
Kommunen och några privatpersoner håller sedan 2010 på med att restaurera sjön. Syftet är att den skall få liknande funktion som Snäckstaviks våtmark, men i större skala. De båda våtmarkerna är förbundna via Snäckstaviksbäcken som rinner från Kyrksjön till Snäckstaviks våtmark och sedan vidare ut i Kaggfjärden. Projektet finansieras via EU-bidrag.

## Bilder

Kyrksön i januari 2018
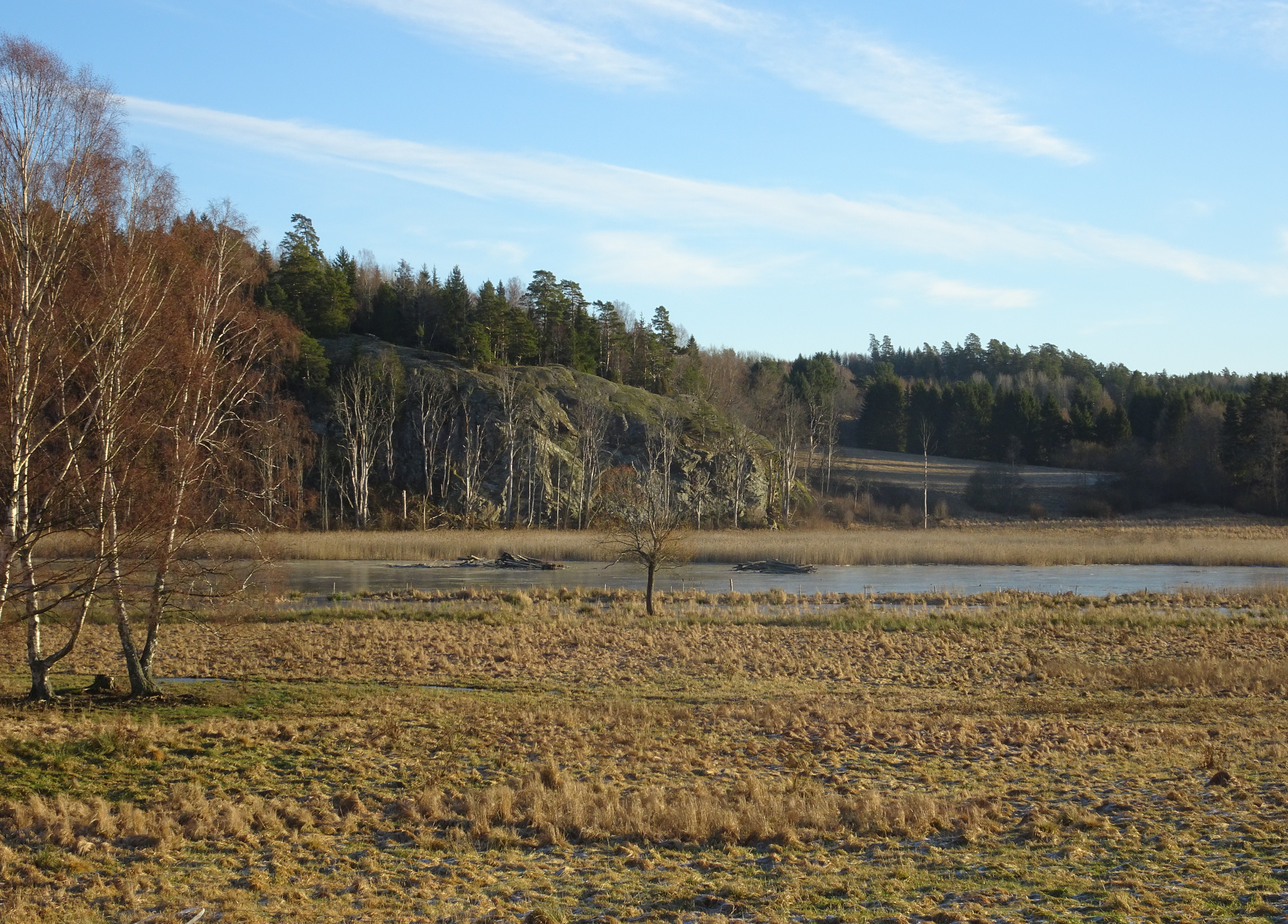
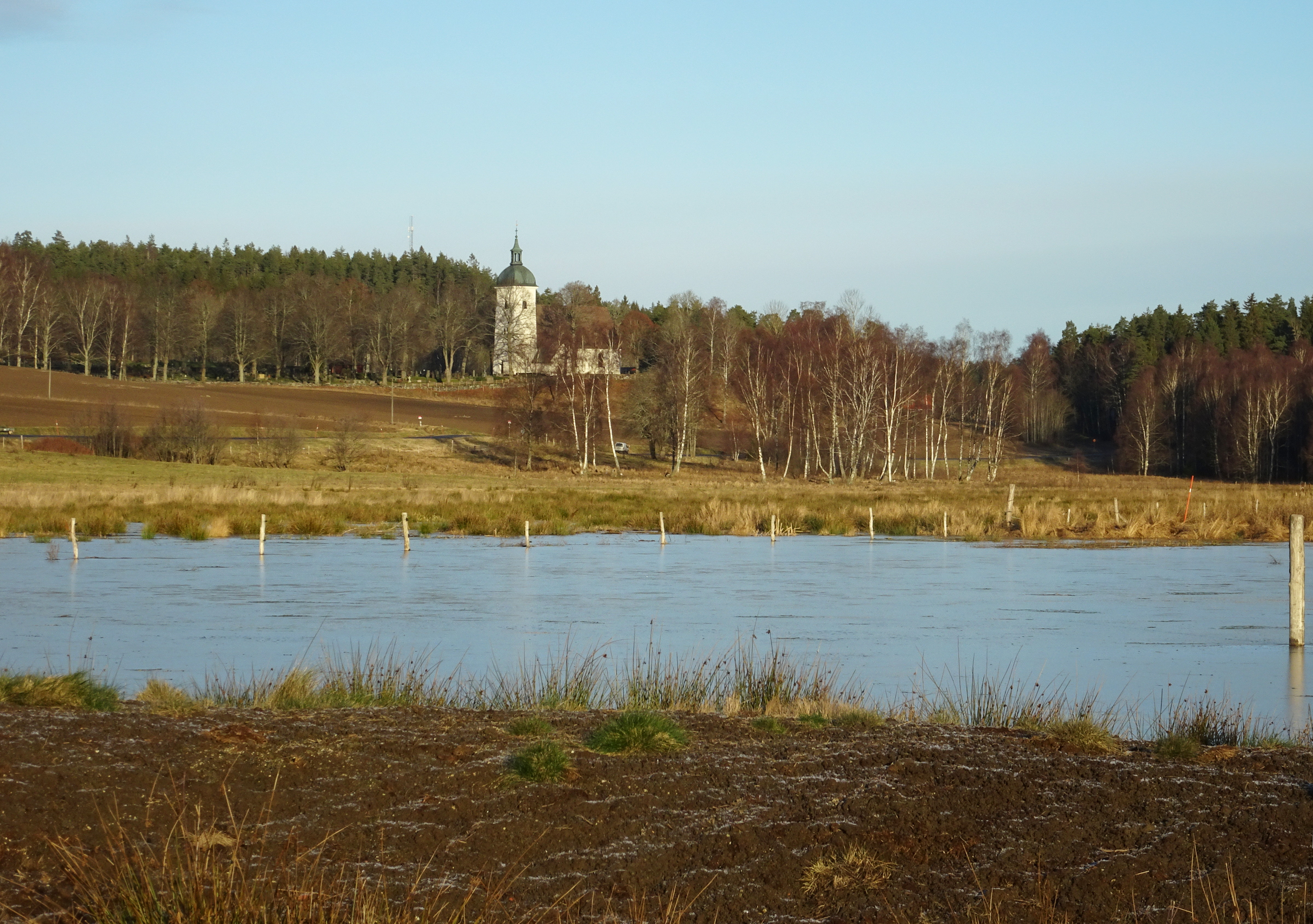
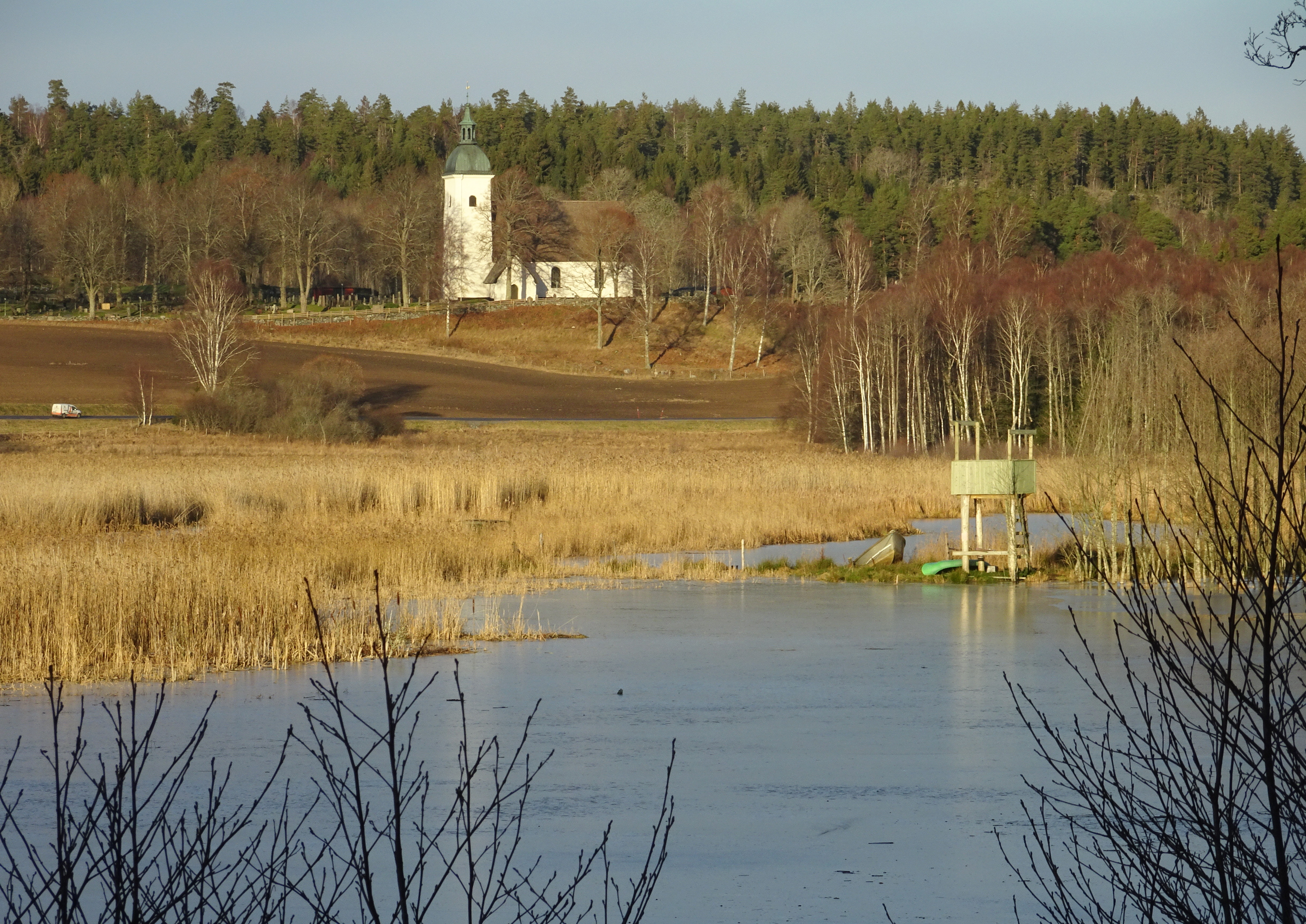
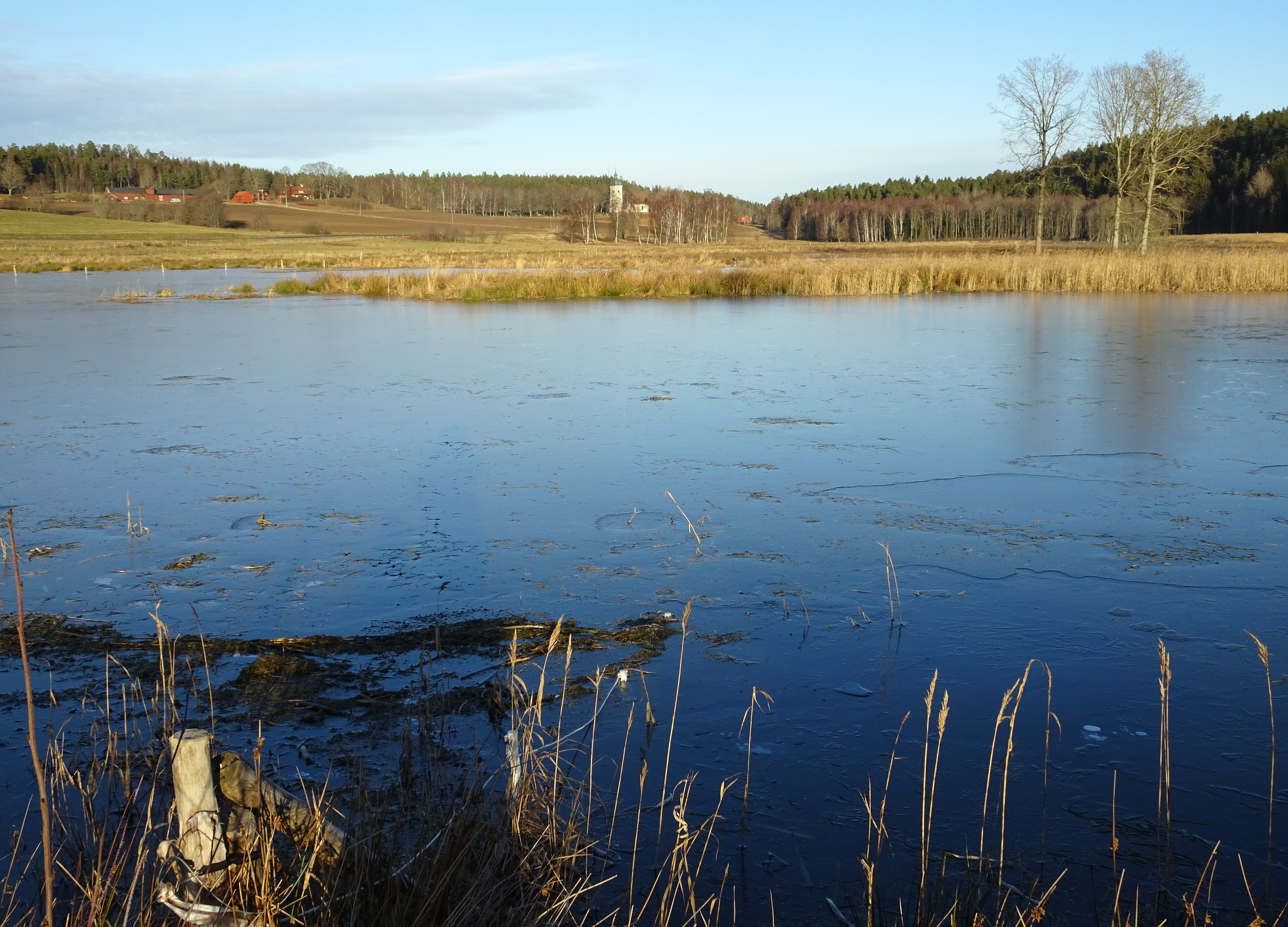